# Hậu vệ ghi điểm

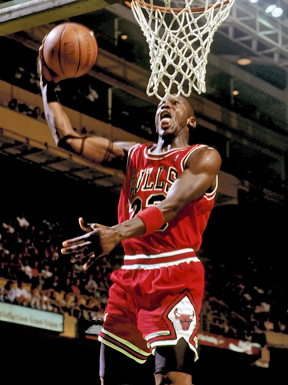
Michael Jordan, người được coi là hậu vệ ghi điểm (và cầu thủ) vĩ đại nhất mọi thời đại tại NBA

Hậu vệ ghi điểm (Shooting Guard), còn được biết đến như vị trí số hai là một trong năm vị trí trong môn bóng rổ. Mục tiêu chính của hậu vệ ghi điểm là ghi điểm cho đội của mình và cướp bóng từ hàng thủ đối phương. Những yêu cầu cho vị trí hậu vệ ghi điểm là dẫn bóng lên phía trước;những cầu thủ chơi ở vị trí này được gọi một cách thông tục là những combo guards- Một thuật ngữ, đôi khi được sử dụng một cách chế nhạo, để chỉ một cầu thủ có thể chơi hai vị trí, nhưng không lý tưởng để chơi riêng một trong hai vị trí. Một combo guard có một bộ kỹ năng không phù hợp với vị trí truyền thống về tầm vóc thể chất của người chơi. Một cầu thủ có thể xoay tua chơi ở vị trí hậu vệ ghi điểm và tiền phong phụ được gọi là swingman. Ở NBA, các hậu vệ ghi điểm thường có chiều cao từ 6 ft 4 in (1,93 m) đến 6 ft 6 in (1,98 m) trong khi ở WNBA vị trí này có chiều cao từ 5 ft 10 in (1,78 m) đến 6 ft 1 in (1,85 m).

## Đặc điểm và phong cách chơi
Cuốn sách The Basketball Handbook của Lee Rose mô tả một hậu vệ ghi điểm có vai trò chính là ghi điểm. Như tên gọi của vị trí cho thấy hầu hết các hậu vệ ghi điểm là những xạ thủ tầm xa giỏi, thường đạt trung bình 35 đến 40% những cú ném 3 điểm thành công.  Nhiều hậu vệ ghi điểm cũng rất khỏe và lực lưỡng, đồng thời có khả năng ném phạt và đưa bóng vào rổ với hiệu suất rất cao.
Thông thường, các cầu thủ hậu vệ ghi điểm cao hơn những hậu vệ dẫn bóng. Chiều cao ở từng vị trí cũng có sự thay đổi rõ rệt, nhiều hậu vệ ghi điểm to cao hơn chơi như một tiền phong phụ. Hậu vệ ghi điểm phải là người có kỹ năng xử lý bóng tốt và có khả năng chuyền bóng hợp lý, mặc dù chuyền bóng không phải là nhiệm vụ chính của họ. Vì những hậu vệ ghi điểm giỏi có thể thu hút các cầu thủ đội đối phương, nên họ thường là người hỗ trợ xứ lý bóng với hậu vệ dẫn bóng trong đội và thường nhận được nhiều những pha kiến tạo của đồng đội.
Những hậu vệ ghi điểm phải có khả năng ghi điểm cho đội theo nhiều cách khác nhau, đặc biệt là vào cuối trận đấu gần khi hàng phòng ngự chặt chẽ hơn. Họ cũng cần phải có tỷ lệ ném phạt tốt, để trở nên đáng tin cậy trong các trận đấu quan trọng và không khiến cho các cầu thủ đối phương phạm lỗi. Bởi vì những hậu vệ ghi điểm cần có kỹ năng tấn công tốt nên họ thường là lựa chọn ghi điểm chính của đội và đôi khi phương pháp tấn công được xây dựng xung quanh họ.
Tại NBA, có một số hậu vệ ghi điểm được gọi là cầu thủ "3 và D". Thuật ngữ 3 và D ngụ ý rằng người chơi là một vận động viên ném 3 điểm xuất sắc, đồng thời có thể chơi phòng ngự chắc chắn. Cầu thủ 3 và D đã trở nên rất quan trọng khi trận đấu bóng rổ chuyển hướng sang tranh chấp ở vòng ngoài.
Những cầu thủ hậu vệ ghi điểm giỏi thường có thể chơi như hậu vệ dẫn bóng ở một mức độ nhất định. Người ta thường chấp nhận rằng những cầu thủ hậu vệ dẫn bóng nên có bóng trong tay hầu hết thời gian trong trận đấu, nhưng đôi khi hậu vệ ghi điểm có ảnh hưởng đáng kể đến đội mà họ xử lý bóng cực kỳ thường xuyên, đến mức mà hậu vệ đẫn bóng trở thành một người xử lý bóng dự phòng cho hậu vệ ghi điểm. Những hậu vệ ghi điểm đáng chú ý bao gồm Michael Jordan, Kobe Bryant, Dwyane Wade, Manu Ginobili, James Harden, Klay Thompson, Clyde Drexler , Jerry West, George Gervin, Vince Carter, Donovan Mitchell,  Allen Iverson, và Anthony Edwards.

## Kỹ năng và phẩm chất
Điều quan trọng đối với một hậu vệ ghi điểm là phát triển các kỹ năng phòng thủ, chuyền bóng và sức mạnh bên cạnh khả năng ném rổ. Vị trí này thể hiện chuyển động tấn công nhiều nhất khi cố gắng thực hiện một cú ném góc mở, cùng với việc kiểm soát mọi thứ ở khu vực phòng thủ.
Hiểu được rằng vị trí này được hình thành xung quanh khả năng ném của vận động viên, nhiều khả năng bên ngoài được triển khai vào người chơi sẽ tổng thể giúp xây dựng tiềm năng mà vận động viên sở hữu. Các khả năng bên ngoài sẽ bao gồm khả năng cầm bóng tốt, đầu óc nhạy bén và phát triển tư duy bóng rổ cao.
Hậu vệ ghi điểm thường được sử dụng làm người cầm bóng phụ để giúp loại bỏ áp lực của 1 hậu vệ.